# Jim Kroft

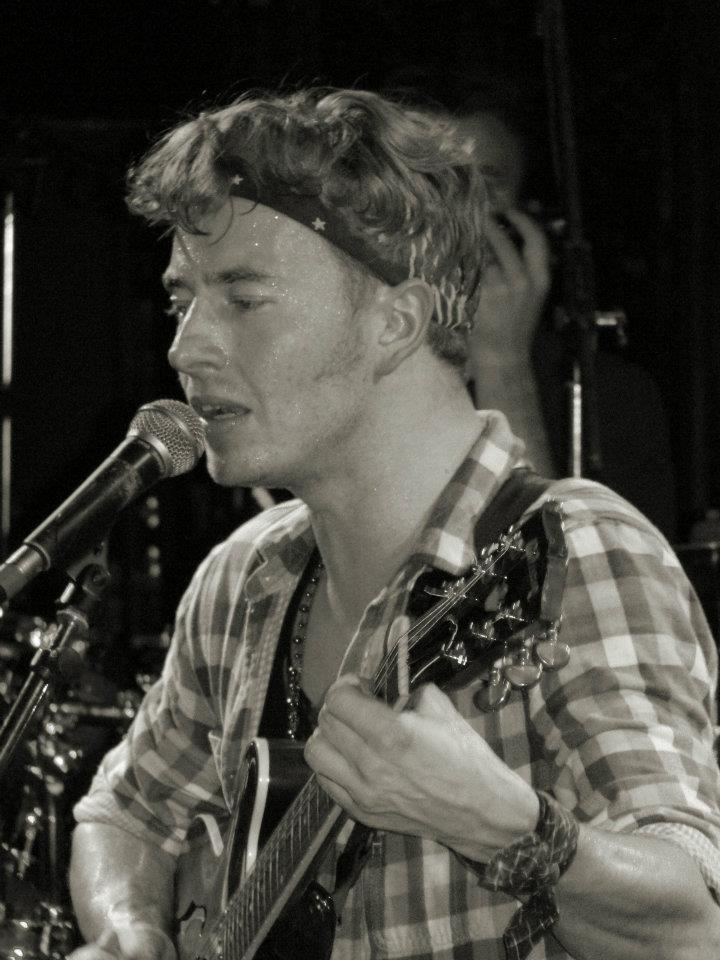
Jim Kroft auf Tour 2012

Jim Kroft (Jamie Croft; * 30. März 1979 in Brechin, Schottland) ist ein in Berlin lebender Sänger, Musiker und Songwriter.

## Leben

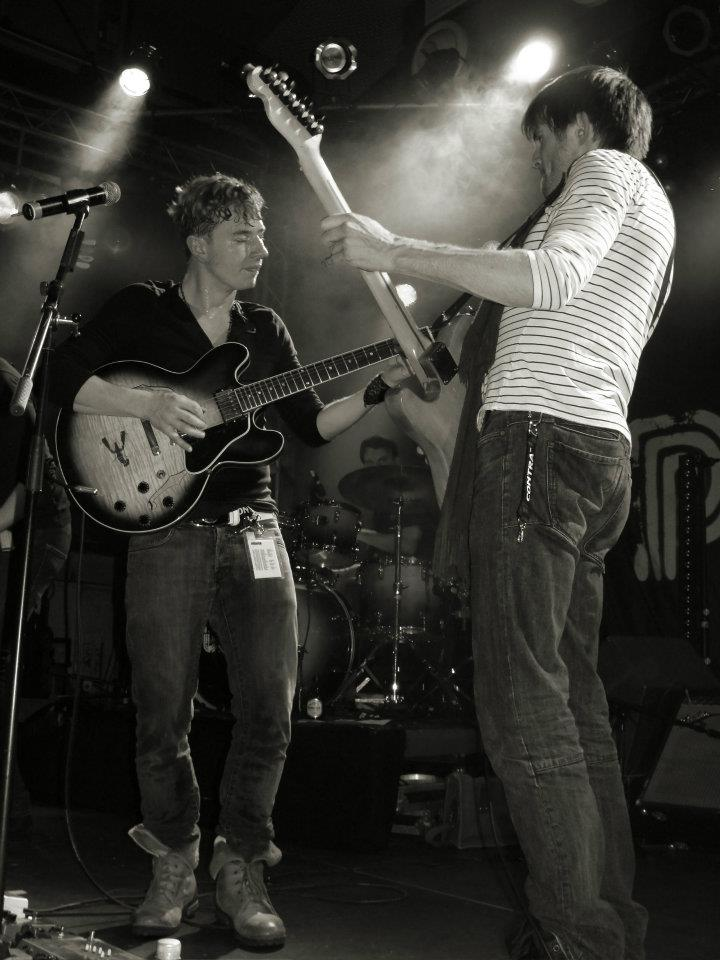
Jim Kroft und Ben Barritt live 2012

Er lebte einige Zeit als Musiker in London, bevor er 2007 als Bandmitglied der „Myriad Creatures“ von London nach Berlin zog.
Nach seiner Ankunft in Berlin fand er zunächst Unterkunft bei der Tacheles Art Community und wohnte dort zusammen mit seinen Bandmitgliedern in einem Haus ohne Wasser und Strom. Es folgten zahlreiche Konzerte im Rahmen des Kunstprojekts mit seiner Band.
Ein erstes Album mit den Myriad Creatures wurde von Gordon Raphael (The Strokes) in London produziert und veröffentlicht.
Im Mai 2010 trennte er sich von seiner Band, um als Solokünstler Jim Kroft zu arbeiten.
Nach der Trennung entstand 2010 sein Debüt-Soloalbum Between the Devil and the Deep Blue Sea, welches er über das Londoner Label Sidewalk 7 Records veröffentlichte.
Im Frühjahr 2010 wurde in Deutschland die Debüt-Single Memoirs from the Afterlife vorgestellt und in wichtigen deutschen Radiostationen gespielt.
Mit dieser Single schaffte er es als einziger Künstler ohne Plattenvertrag in die Top 100 der nationalen Mainstream-Airplay Charts. Dort konnte sich der Song zwei Monate lang halten.
Die zweite Single The Jailer erschien im Mai desselben Jahres und wurde im deutschen Radio bei Flux FM, Radio Eins und Radio Fritz, sowie auf NDR2, MDR2 und SWR3 gespielt.
In England erhielt Jim Kroft für seine erste Single Memoirs from the Afterlife große Unterstützung durch Absolute Radio (Frank Skinner Show), BBC 2 und BBC London.
Ebenfalls im Frühling 2010 entstand das Video zu seinem Lied Modern Monk. Kameramann war Regisseur Oliver Valente und vor der Kamera stand Rummelsnuff, eine Legende Berlins und ebenfalls Musiker.
Als Solokünstler gab Jim Kroft in Berlin Konzerte in Clubs wie White Trash, „Cafe Zapata“, „WABE“ „Sage Club“ und „Frannz Club“. Ebenso überzeugte er als Support für Peaches und Airborne Toxic Event: Seine Band besteht aus immer wieder wechselnden Musikern, die auch gleichzeitig seine Freunde geworden sind.
Im Jahre 2011 übernahm Manta Ray das Management des Künstlers. Jim Kroft begann mit den Aufnahmen zu seinem zweiten Album. The Hermit & The Hedonist wurde in den Urchin Studios in East London aufgenommen, zusammen mit dem Produzenten Matt Ingram. Die Abmischung erfolgte durch Richard Wilkinson (Adele, Kaiser Chiefs) in den Konk Studios (The Kinks) – eines der ältesten privaten Londoner Studios. Für das Grafikkonzept des Albums sorgen die Sunst Brothers in Berlin, die Jim Kroft dort kennenlernte und deren Handschrift man auch auf dem Merchandising des Musikers wiederfindet.
Um sein Album The Hermit & The Hedonist zu promoten, setzte Jim Kroft Videos ein, die die Geschichte des Albums widerspiegeln. So entstanden 12 Videos aus seinem Berliner Umfeld, die er bis zum Erscheinen des Albums täglich auf seiner Webseite veröffentlichte.
In dieser Videoreihe arbeitete er mit Musikern wie Livingston, Lea Johnson, Dance On The Tightrope, Elias And The Animals Orchestra, Hands Up Excitment, Ben Rusch, The Lucas Dietrich Jazz Trio, Ben Wuyts, Martin and James, The Ingvo Clauder Experience, La Horse, The Gecko, Vera & The Oysters und The Roads zusammen.
Jim Kroft sagt darüber:

“The truth of it is that there is little money supporting the project. So everything that we have made, including these videos has been about people wanting to make and put something good back into the world — for the love of it. It has been a privilege to work with so many of the great artists in the city.”

Das 2. Album wurde am 21. Oktober 2011 veröffentlicht, es folgte eine Supporttour mit Anna Calvi.
2012 war Kroft mit The Pusher unterwegs in ganz Deutschland, der Schweiz und Österreich und im Anschluss ging er mit Martin and James auf eine Akustiktour quer durch Deutschland. Danach spielt er mit seiner Band als Support für Sunrise Avenue in Deutschland, Frankreich, der Schweiz, Ungarn, Österreich, Tschechien und der Slowakei, wo er sehr erfolgreich ist.
Am 27. Juli 2012 unterzeichnete er seinen ersten Plattenvertrag bei EMI.
Ab Herbst 2012 war Kroft mit der englischen Band Livingston auf Deutschlandtournee und war anschließend als Support auf der Mic Donet Tour dabei, die ihn durch Deutschland sowie nach Österreich und in die Schweiz führte.
Im Mai 2013 startete Jim Kroft eine Headline Tour durch 9 deutsche Städte, um sein am 15. März 2013 erschienenes 3. Album Lunatic Lullabies zu promoten, und war als Support für Martin and James mit auf Tour.
2013 verlor er ohne eigene Schuld seinen Plattenvertrag bei EMI.
Seit Oktober 2013 betreibt Jim Kroft seine eigene kleine Filmproduktionsfirma, die er Kroft Films nennt. Er beschäftigt sich darin mit dem Produzieren von Werbevideos und produziert u. a. für Reebok.
Jim Kroft startete 2014 sein Projekt „Journeys“. Im Rahmen dieses Projektes reiste er 2014 durch China und Anfang 2015 durch Ostafrika und gab dort zahlreiche Konzerte. Dazu veröffentlichte er zwei Dokumentarfilme: Journeys#1 zeigt seine Reise durch China und Journeys#2 durch Ostafrika. Zwei EPs (Journeys#1/Journeys#2) erschienen in diesem Zeitraum, in denen er seine Eindrücke musikalisch verarbeitet.
Im März 2015 war er als Support mit Jaimi Faulkner unterwegs.
Am 26. Oktober 2018 feiert ein weiterer Dokumentarfilm – The March Of Hope – Filmpremiere in Berlin. Jim Kroft ist dazu mit einem Freund im Januar 2016 nach Lesbos und Idomeni gereist und hat dort vor Ort mit den Flüchtlingen gelebt, gesprochen und geholfen und dieses filmisch festgehalten. Dieser Film wurde auf zahlreichen Filmfestivals gezeigt und prämiert. Seine Eindrücke verarbeitete er musikalisch in der EP Journeys#3, die am 15. Juli 2016 erscheint und in nur 48 Stunden im Studio aufgenommen wurde.
Sein Film The White Arrow feierte am 4. Oktober 2019 Premiere in Berlin und ist eine Dokumentation über seine Reise mit der Transsibirischen Eisenbahn, bei der er, nur mit einer Gitarre und einer Kamera unterwegs, über 32000 km zurücklegte, 11 Zeitzonen durchreiste und 30 Konzerte gab.
Am 11. Oktober 2019 veröffentlichte Jim Kroft seine Single Obstacles aus seinem 4. Album Love In The Face Of Fear welches am 15. November 2019 unter einem neuen Label erschien und bei einer Record Release Show in Berlin vor ausverkauftem Haus vorgestellt wurde.

## Band
Aktuelle Besetzung
Wechselnde Besetzung

Ben Barritt (Gitarre)

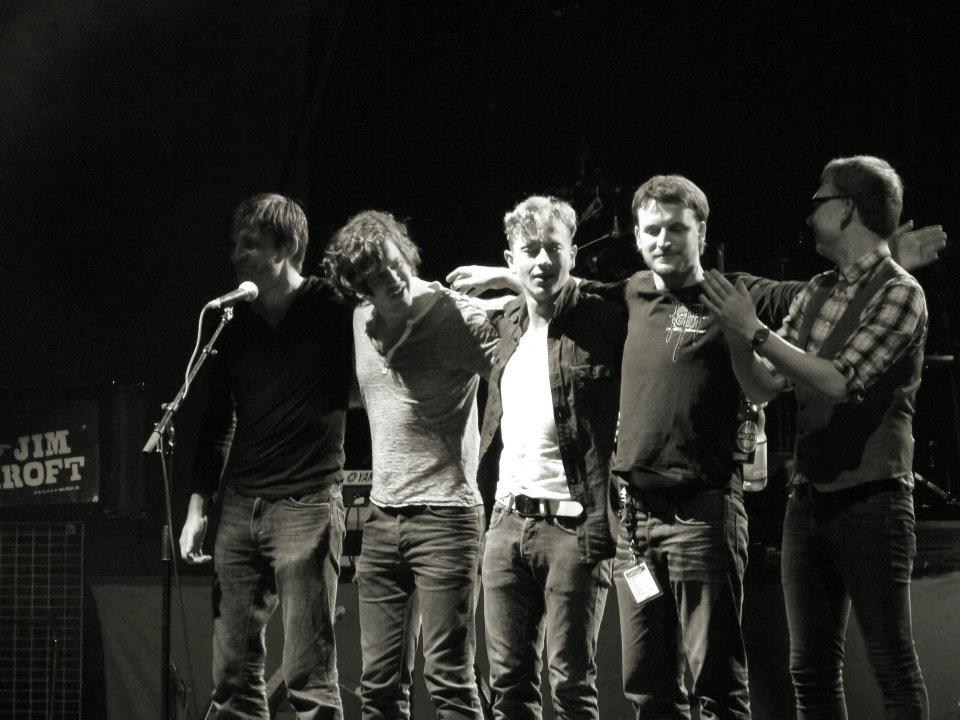
Jim Kroft and Band live 2012

Dan Telander (Schlagzeug, Percussion)

Jonas Lieber (Gitarre, Keyboard)

George Moore (Keyboard)
Tom Marsh (Schlagzeug, Percussion)

Scholli Schollhuber (Violine)

James Allison-Booth (Keyboard)

Ondrej Homola (Bass)

Lea Johnson (Back Vocal)

Lucas Dietrich (Bass)

## Diskografie
- Promo-CD One sees the sun
- VÖ 1. Mai 2011 The Jailer. Label: Jackalope Recordings
- VÖ 21. Februar 2011 Memoirs from the Afterlife. Label: Jackalope Recordings
- VÖ 4. Oktober 2012 EP  Tell Me Label: Virgin (EMI)
- VÖ 15. Februar 2013 Tell Me (Where to Begin). Label: Virgin
- VÖ 30. März 2015 EP Journeys #1
- VÖ 9. Oktober 2015 EP Journeys #2
- VÖ 15. Juli 2016 EP Journeys #3
- VÖ 11. Oktober 2019 Single Obstacles Label: Radicalis

### Alben
- 2010 Between the Devil and the Deep Blue Sea. Label: Sidewalk
- 2011 The Hermit & The Hedonist. Label: Jackalope Recordings[1][2]
- 2013 Lunatic Lullabies. Label: Virgin (EMI)
- 2019 Love In The Face Of Fear. Label: Radicalis